# Ernst Navratil
Ernst Navratil (* 8. Oktober 1902 in Sarajevo; † 18. April 1979 in Graz) war ein österreichischer Gynäkologe.

## Leben
Navratil wurde als Sohn von Emmerich Navratil und seiner Frau Juliane in Sarajevo geboren. Er besuchte dort anfänglich die Volksschule, wechselte jedoch später nach Graz, wo er auch die Mittelschule absolvierte. Ernst Navratil studierte an der Karl-Franzens-Universität Graz Medizin und wurde dort 1927 promoviert. Von 1924, bereits während seines Studiums, bis 1927 war er als Assistent am pharmakologischen Institut der Universität in Graz unter Otto Loewi tätig. 1928 begann Navratil, nach kurzer Tätigkeit an der Medizinischen Universitätsklinik Wien unter Karel Frederik Wenckebach, seine Facharztausbildung an der Universitätsfrauenklinik in Wien. Hier waren Heinrich von Peham, Heinrich Kahr, Isidor Alfred Amreich und Tassilo Antoine seine Lehrer. 1941 wurde ihm die Venia legendi verliehen. 1946 wechselte Navratil nach Graz, um dort vorläufig den Lehrstuhl für Geburtshilfe und Gynäkologie zu übernehmen. Diese Funktion hatte er bis zu seiner Berufung als ordentlicher Professor im Jahre 1954 inne. 1960/61 war Ernst Navratil Dekan der Medizinischen Fakultät der Karl-Franzens-Universität Graz. Er leitete die Universitätsfrauenklinik bis zu seiner Emeritierung am 30. September 1973. Zum Nachfolger auf dem Lehrstuhl wurde sein Schüler Erich Burghardt berufen. 
Am 18. April 1979 verstarb Ernst Navratil in Graz. Er ist auf dem St.-Leonhard-Friedhof beigesetzt.

## Wirken
Ernst Navratil widmete sich überwiegend der Diagnostik und Therapie des Zervixkarzinoms und erwarb sich einen Ruf als hervorragender Operateur, sowohl bei der Wertheim-Meigs-Operation, als auch bei der Schauta-Stoeckel-Operation. Eine enge Freundschaft verband ihn zum amerikanischen Gynäkologen Joe Vincent Meigs, welcher ihn nach 1945 anregte, die Zytologie als diagnostische Methode zur Früherkennung des Gebärmutterhalskrebses einzuführen. Zusammen mit der Kolposkopie prägte Navratil dafür den Begriff der Krebsfährtensuche. Gemeinsam mit Erich Burghardt und Fritz Bajardi konnte Navratil die Bedeutung der Frühstufen (Zervikale intraepitheliale Neoplasie und Carcinoma in situ) des Zervixkarzinoms nachweisen.
Ernst Navratil veröffentlichte 130 Artikel in Fachzeitschriften, 14 Buchbeiträge und zwei wissenschaftliche Filme. Er war Mitglied von 23 internationalen gynäkologischen Fachgesellschaften und zum Ehrenmitglied mehrerer Fachgesellschaften ernannt.

## Schriften
- Die Entwicklung der Operationsmethoden zur Entfernung der karzinomatösen Gebärmutter. In: Wiener klinische Wochenschrift. 60, 1948, S. 233–238.
- Results of early diagnosis of cervical cancer at the Gynecological Clinic of the University of Graz. In: Gynecol Prat. 5, 1954, S. 197–201. PMID 13232482
- mit F. Bajardi und E. Burghardt: Results of diagnosing preclinical carcinoma at the Gynecological University Hospital in Graz. In: Krebsarzt. 11, 1956, S. 193–196. PMID 13377637
- Frequent false diagnoses in gynecology. In: Med Klin. (München) 52, 1957, S. 1–3. PMID 13399760